# クレーター湖

クレーター湖のパノラマ画像(2016年春)

クレーター湖（クレーターこ、英語: Crater Lake、クラマス語: giiwas）は、アメリカ合衆国西部に位置するオレゴン州南中部のカルデラ湖である。クレーターレイク国立公園のシンボルであり、青色で透き通った水が有名である。

## 概要
この湖は、マザマ山の崩壊により約7700年（±150年）前に形成された深さ655mのカルデラの一部を占める。流入河川や流出河川はなく、降雨や降雪と蒸発の関係は250年ごとに水が全て入れ替わる位の割合である。水深は594 mでアメリカ合衆国の中で最も深い。世界だと最大水深では第9位、平均水深では第3位である。
クレーター湖は「湖の老人」と名付けられた成木の切り株が1世紀以上にわたって浮かんでいることで知られる。水温が低いためこの切り株は分解されることなく長年にわたって水面を浮き沈みしている。
クレーター湖には2つの小さな島がある。一つは湖の西岸近くにある約128 haの面積を持つ噴石丘、ウィザード島である。もう一つは湖の南岸にある自然に出来た石柱であるファントムシップである。
土着の魚個体群はなかったが、1888年から1941年まで湖で多くの魚が飼育された。数種の魚は持続可能な個体群を成している。2002年から、州の登録プレートのデザインのひとつにクレーター湖が採用された。2005年にアメリカ合衆国造幣局から発行されたオレゴン州の25セント硬貨は、クレーター湖の絵が裏面に描かれている。

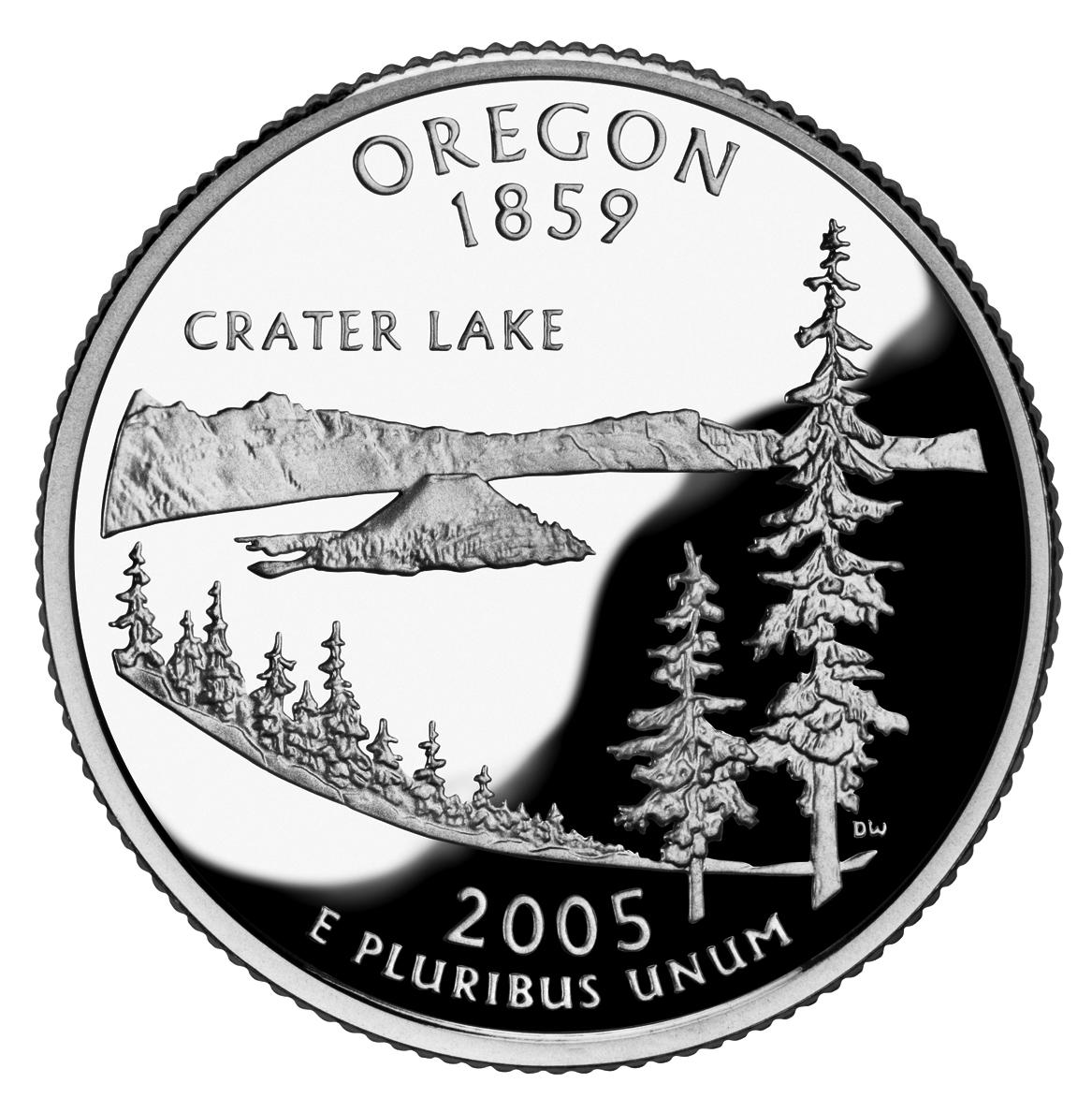
クレーター湖をイメージしたオレゴン州の25セント硬貨

## 場所
クレーター湖はクラマス郡にあり、郡庁所在地であるクラマスフォールズから北西に約97 km、メドフォードから北東に約130 kmの場所にある。
1853年6月に探険家のジョン・ウェズリー・ヒルマンがアメリカ原住民以外では初めてこの湖を発見し、「ディープ・ブルー・レイク」と名づけた。その後、ブルー・レイク、レイク・マジェスティーと改名され、最終的にクレーター湖となった。

## 大きさと水深

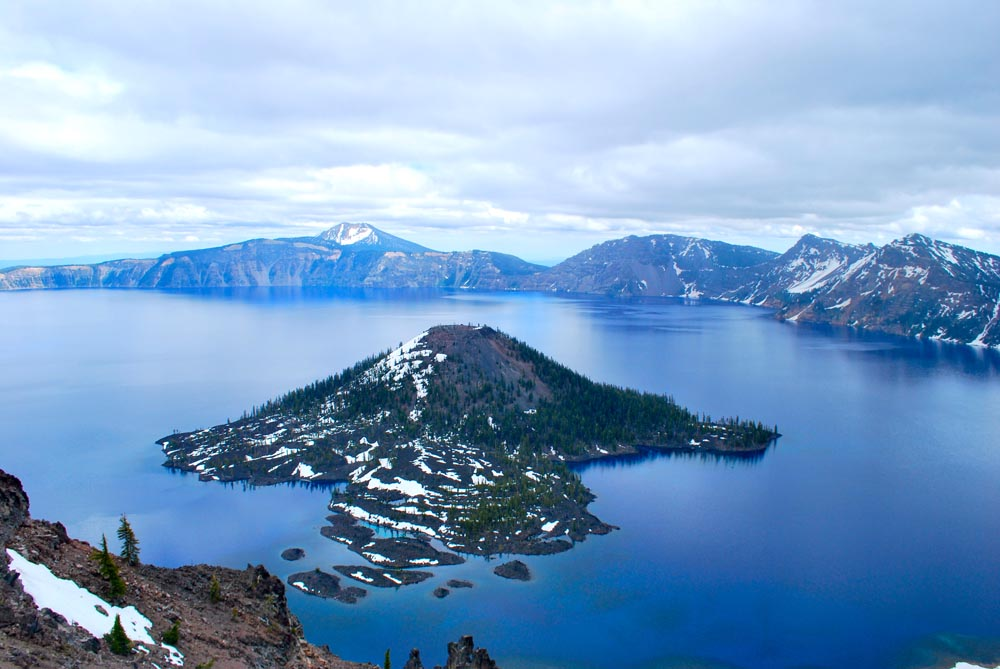
ウィザード島(クレーターレイク国立公園内)

クレータ湖は差し渡し8.0×9.7 kmで、周縁の標高は2,100～2,400 m、平均水深は350 mである。最大水深は天候によってわずかに変動するが、測定時は594 mであった。最大深度に基づくと、アメリカ合衆国の中で最も深く、北アメリカ大陸ではカナダにあるグレートスレーブ湖の次に深く、世界で9番目に深い湖である。クレーター湖はよく世界で7番目に深い湖といわれるが、南極大陸にある4,000mの氷の下にあるボストーク湖と、チリとアルゼンチンの国境沿いにある最新の測深儀を使用して計測していないオイギンス湖を除いた順位である。
平均水深で考えたとき、クレーター湖は西半球で最も深く、世界で3番目に深い湖となる。クレーター湖研究所の所長で陸水学者のオーウェン・ホフマン氏は、「湖盆全体が海水面より上にある湖の中では、平均水深で比較した場合クレーター湖が最も深い。バイカル湖とタンガニーカ湖のほうがクレーター湖よりも深いが、どちらも湖盆の一部が海面下に広がっている」と言及した。

## 地形と湖の形成

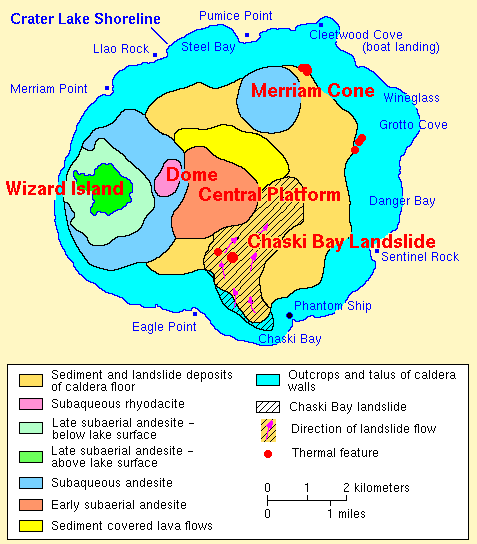
湖の標高別に色分けされた地形図

カスケード山脈の火山弧の一つであるマザマ山は少なくとも40万年の間安山岩、デイサイト、リョーダサイトで形成されていた。カルデラは6,000～8,000年前の噴火によって作られ、マザマ山の陥没につながった。この噴火によって約50km3のリョーダサイトが噴出した。それ以来、マザマ山の噴火は全てカルデラ内で起こるようになった。
溶岩の噴火によって、中央プラットホーム、その上に被さったリョーダサイト、ウィザード島、メリアムコーンなどの小規模な火山的特徴が形成された。堆積物や地すべりの残骸もカルデラの底を覆っている。
その後カルデラは冷却され、降雨と降雪によって湖が形成された。カルデラの周縁からの地すべりによって、湖底に扇状堆積地やタービダイトの堆積物が生じた。活動的な噴気孔と熱水泉がこの期間中よく見られた。しばらくしてカルデラの周縁の斜面が多かれ少なかれ安定し、放射状に山から流れる渓流が回復し、密集した森林が不毛の土地を覆った。湖を現在の水深 (594 m) まで埋めるために約720年必要であると推定されている。これらの現象の多くは、現在より降雨が少ない気候が優勢のときに起きた。
いくつかの水熱活動が湖底に沿って活動しており、将来的にマザマ山が噴火する可能性があることを示唆している。

## 気候
クレーター湖は亜寒帯気候で標高が高く、オレゴン州の全域と同じように小笠原気団の影響を強く受けるため、珍しい乾夏型（ケッペンの気候区分：Dsc)である。夏は小笠原気団の影響を受けて乾燥した穏やかな気候であるが、冬はアリューシャン低気圧の影響で寒冷で平均降雪量は12.83 m、最大降雪量は3.53 mとなる。この雪は7月中旬まで解けず、周辺の山々で氷河を形成する。1949～1950年の冬には22.48 mの降雪があったが、降雪量が少なかった1981～1982年の冬は4.88 mしか降らなかった。最も降雪があった日は1971年の2月28日で、降雪量は94.0 cmであった。同年の6月と9月には1回の暴風で51 cmの降雪も見られた。この湖では夏にも霜が発生する。平均的な年で氷点下の気温が見られるのは8月19日から7月7日まで、観測可能な降雪 (0.25 cm以上) が見られるのは10月1日から6月15日までである。
| クレーター湖の気候                    | クレーター湖の気候 | クレーター湖の気候 | クレーター湖の気候 | クレーター湖の気候 | クレーター湖の気候 | クレーター湖の気候 | クレーター湖の気候 | クレーター湖の気候 | クレーター湖の気候 | クレーター湖の気候 | クレーター湖の気候 | クレーター湖の気候 | クレーター湖の気候 |
| 月                                    | 1月                | 2月                | 3月                | 4月                | 5月                | 6月                | 7月                | 8月                | 9月                | 10月               | 11月               | 12月               | 年                 |
| ------------------------------------- | ------------------ | ------------------ | ------------------ | ------------------ | ------------------ | ------------------ | ------------------ | ------------------ | ------------------ | ------------------ | ------------------ | ------------------ | ------------------ |
| 最高気温記録 °F （°C）                | 64 (18)            | 66 (19)            | 67 (19)            | 71 (22)            | 80 (27)            | 95 (35)            | 100 (38)           | 94 (34)            | 93 (34)            | 81 (27)            | 71 (22)            | 64 (18)            | 100 (38)           |
| 平均最高気温 °F （°C）                | 33.8 (1)           | 35.2 (1.8)         | 37.3 (2.9)         | 42.8 (6)           | 50.5 (10.3)        | 58.6 (14.8)        | 69.6 (20.9)        | 69.6 (20.9)        | 63.0 (17.2)        | 52.0 (11.1)        | 40.1 (4.5)         | 34.6 (1.4)         | 48.93 (9.4)        |
| 日平均気温 °F （°C）                  | 25.8 (−3.4)        | 26.8 (−2.9)        | 28.3 (−2.1)        | 32.6 (0.3)         | 39.4 (4.1)         | 46.3 (7.9)         | 55.2 (12.9)        | 55.1 (12.8)        | 49.7 (9.8)         | 41.2 (5.1)         | 31.8 (−0.1)        | 26.8 (−2.9)        | 38.25 (3.46)       |
| 平均最低気温 °F （°C）                | 17.7 (−7.9)        | 18.3 (−7.6)        | 19.2 (−7.1)        | 22.3 (−5.4)        | 28.2 (−2.1)        | 33.9 (1.1)         | 40.7 (4.8)         | 40.6 (4.8)         | 36.3 (2.4)         | 30.3 (−0.9)        | 23.4 (−4.8)        | 19.0 (−7.2)        | 27.49 (−2.49)      |
| 最低気温記録 °F （°C）                | −21 (−29)          | −18 (−28)          | −7 (−22)           | −3 (−19)           | 5 (−15)            | 10 (−12)           | 18 (−8)            | 23 (−5)            | 16 (−9)            | 3 (−16)            | −7 (−22)           | −18 (−28)          | −21 (−29)          |
| 降水量 inch （mm）                    | 10.20 (259.1)      | 7.93 (201.4)       | 7.74 (196.6)       | 4.96 (126)         | 3.22 (81.8)        | 2.31 (58.7)        | 0.75 (19)          | 0.95 (24.1)        | 2.08 (52.8)        | 1.94 (49.3)        | 9.25 (235)         | 11.14 (283)        | 62.47 (1,586.8)    |
| 降雪量 inch （cm）                    | 96.2 (244.3)       | 82.0 (208.3)       | 82.2 (208.8)       | 45.3 (115.1)       | 19.7 (50)          | 3.9 (9.9)          | 0.2 (0.5)          | 0.1 (0.3)          | 2.8 (7.1)          | 21.4 (54.4)        | 60.8 (154.4)       | 90.4 (229.6)       | 505 (1,282.7)      |
| 出典：Western Regional Climate Center |                    |                    |                    |                    |                    |                    |                    |                    |                    |                    |                    |                    |                    |

## 水質

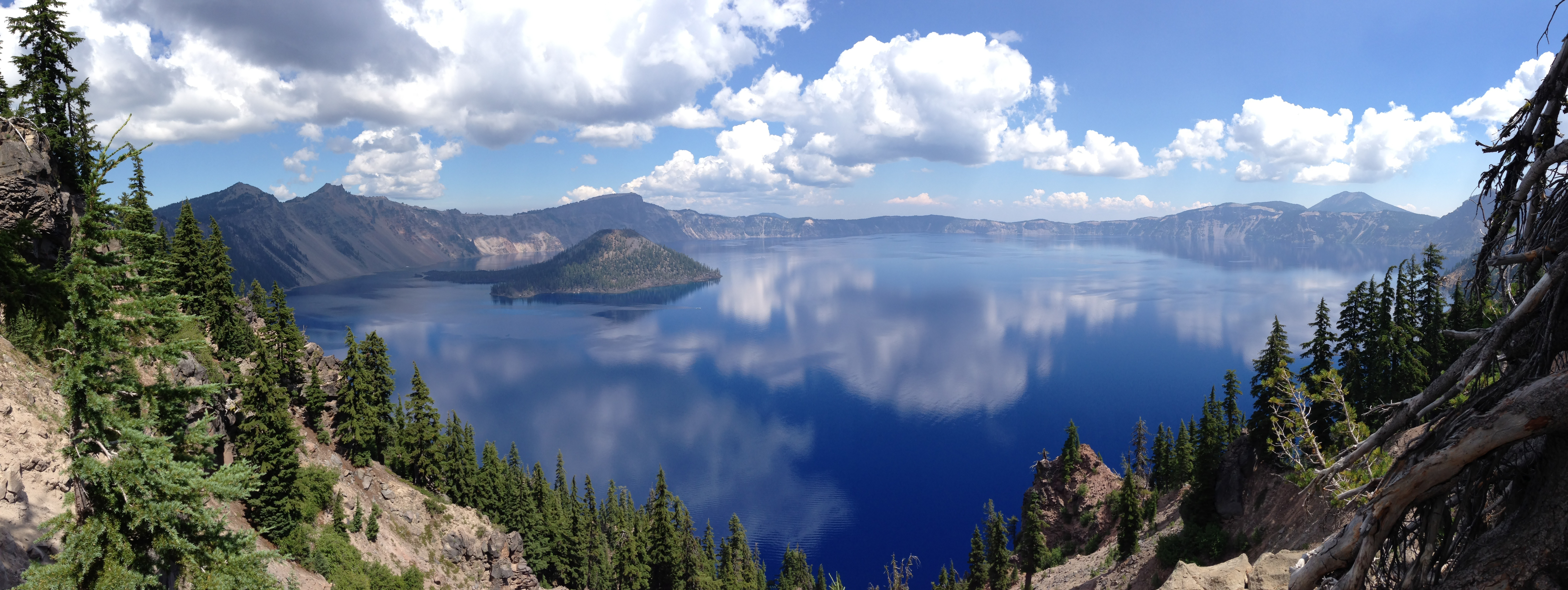
ウィザード島とクレーター湖のパノラマ

クレーター湖は支流からの流入口や支流への流出口がないなどの特殊な要因によって汚染物質が無いため、水質の純度は世界最高クラスである。セッキ円板によって測定した透明度は一貫して、30 m強から20 m中ほどの値を示す。1997年には、53.3 mという記録的明瞭度を記録した。
クレーター湖は比較的高濃度の溶解塩、総アルカリ度、伝導度を有する。平均pH度は一般的に7～8の間である。

## クレーター湖信仰

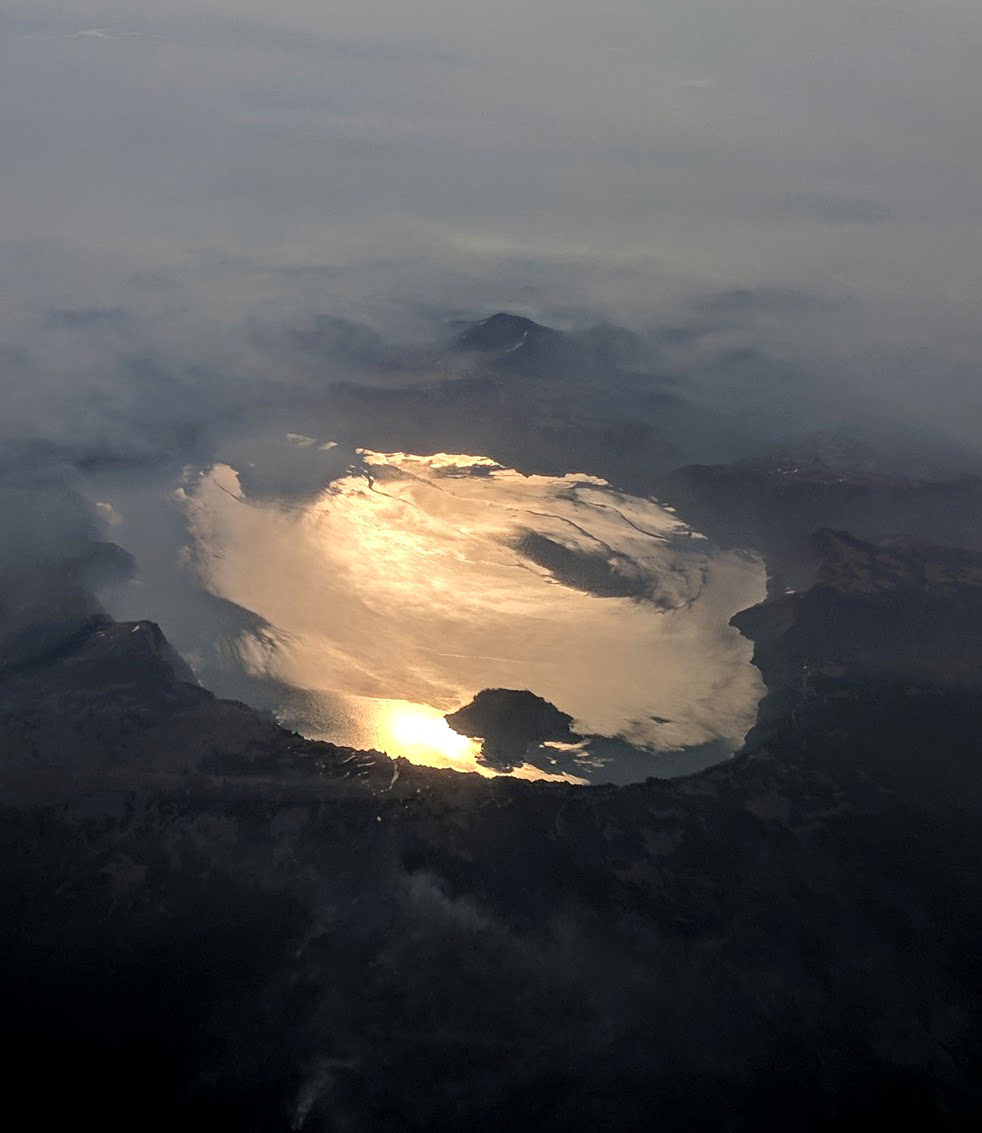
太陽と雲を反射するクレーター湖

祖先がマザマ山の陥没とクレーター湖の形成を目撃していたインディアンの一部であるクラマス族は長い間湖を聖地として崇めていた。クラマス族の伝説では、天空の神であるスケルと地底の神であるラオとの間の戦いについて語っている。伝承ではマザマ山はこの戦いで破壊され、クラマス語で「giiwas」と呼ばれる湖を形成したとされている。クラマス人はカルデラの壁を登るなどの危険なことを行うビジョン・クエストでクレーター湖を使用していた。その儀式に成功した人はしばしばより多くの霊的な力を持っているとされた。クラマス族は今もなお、クレーター湖を霊地として高く尊敬している。